# Hummelinck Stuurman Theaterbureau

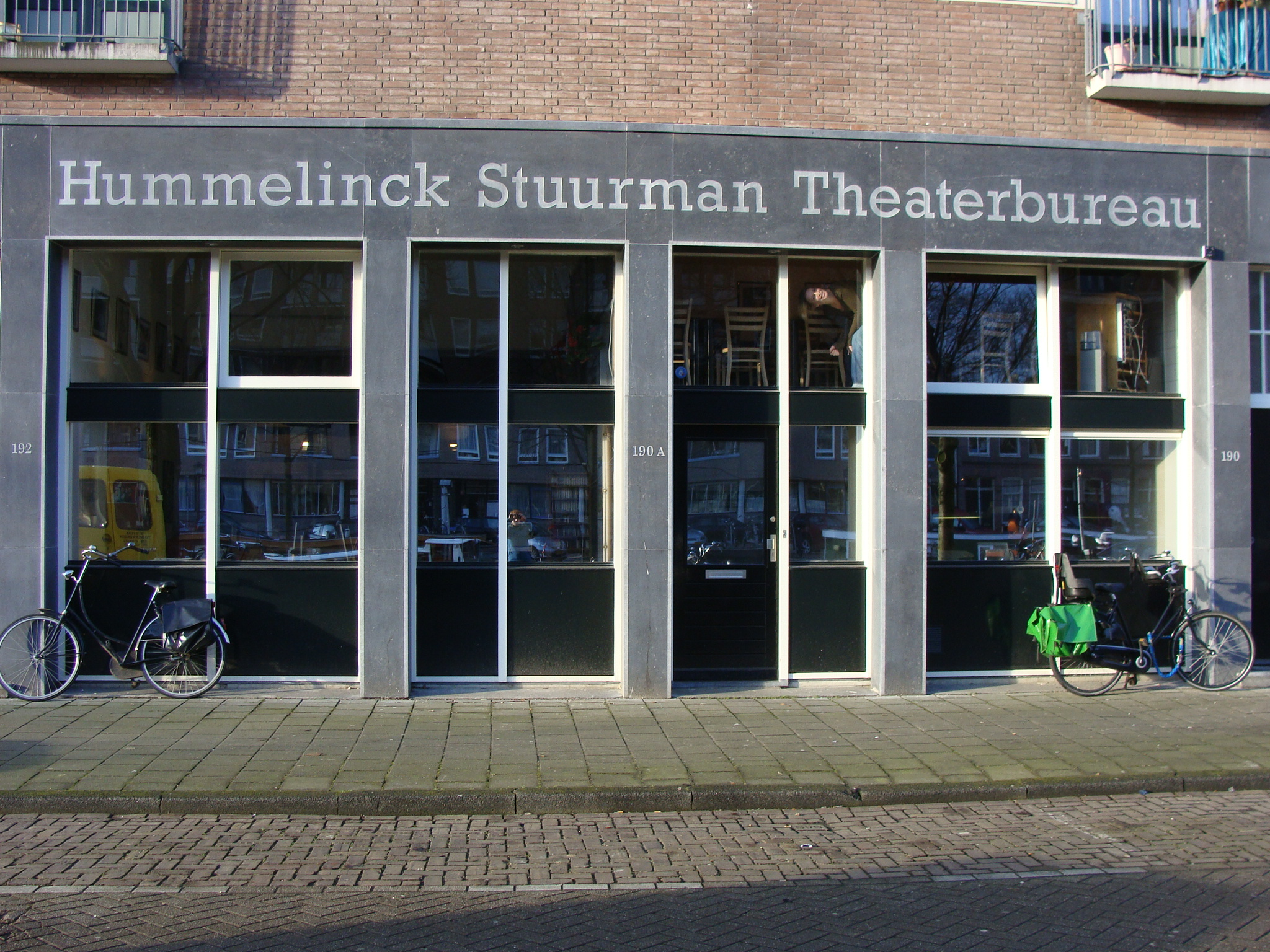
De gevel van het kantoor in Amsterdam

Hummelinck Stuurman Theaterbureau is een vrije (dat wil zeggen: niet gesubsidieerde) Nederlandse theaterproducent, die sinds 1983 opereert. De bedrijfsnaam is een combinatie van de achternamen van zakenpartners Diederik Hummelinck, volledige achternaam Wagenaar Hummelinck en Arjen Stuurman. Bij het maken van toneelvoorstellingen besteden zij veel aandacht aan nieuwe en oorspronkelijke toneelstukken. Het bedrijf bemiddelt daarnaast als impresariaat voor verschillende artiesten.

## Geschiedenis

### Theaterbureau
In 1977 begint Diederik Hummelinck, volledige achternaam Wagenaar Hummelinck, als impresario voor de toenmalige winnaar van het Delfts studentencabaretfestival: het Lagelanden Cabaret. In 1983 werd zijn bedrijf uitgebreid door de komst van Arjen Stuurman. De eerste inbreng van Stuurman was Danstheater Vals Bloed. De belangrijkste groepen, die het bureau vertegenwoordigde waren op dat moment verder: Het Gezelschap Van De Witte Kraai, Alex d'Electrique, Joke van Leeuwen, Theatergroep Nijinsky en het muziektheater gezelschap Hare Majesteit. Andere kleinkunstenaars die door de jaren heen bij Hummelinck Stuurman Theaterbureau programma’s maakten zijn onder anderen De Berini’s, Alex Klaasen en Martine Sandifort, Hans Teeuwen, Jan Rot en Sanne Wallis de Vries.

### Toneelproducties
In het seizoen ‘84/’85 start Hummelinck Stuurman Theaterbureau met Hummelinck Stuurman producties. Vanaf dat moment produceert Hummelinck Stuurman zelf ook toneelvoorstellingen. De focus ligt hierbij op oorspronkelijke stukken, nieuwe bewerkingen (van film en boek) en moderne klassiekers. Hummelinck Stuurman heeft originele stukken uitgebracht van onder anderen: Kim van Kooten, Wim T. Schippers, Paul Haenen, Frank Houtappels, Ger Thijs, Ruud van Megen en Flip Broekman.
Van Wim T. Schippers bracht Hummelinck Stuurman onder meer het beruchte toneelstuk Going to the dogs in 1986, waarin geen acteurs figureerden, maar alle rollen werden gespeeld door afgekeurde politiehonden. In 2011 werd een van de hoofdrolspelers, de herdershond Ilja (1981-1996) gelauwerd met een portret in de eregalerij van de Amsterdamse Schouwburg.
Onder de naam Hummelinck Internationaal worden de rechten van Nederlandse stukken in het buitenland aangeboden. In 2017 beleefde de toneelbewerking van Herman Koch's 'Het Diner' een succesvolle première in Turkije.
In 2008 werden Diederik Hummelinck en Arjen Stuurman beiden benoemd tot Ridder in de Orde van Oranje Nassau ter ere van hun verdiensten voor het Nederlands toneel. Deze gebeurtenis viel samen met het zilveren jubileum van het bedrijf.
In 2016 bracht men een toneelversie naar de roman Bint van F. Bordewijk met  Jules Croiset als het titelpersonage en  Tijn Docter als leraar De Bree.  Regisseur was  Ger Thijs.

## Lijst van toneelproducties (exclusief reprises)
| Seizoen   | Voorstelling                                     |
| --------- | ------------------------------------------------ |
| 1984/1985 | Dialoog in de Onderwereld                        |
| 1986/1987 | Going to the Dogs                                |
| 1991/1992 | Brutale Winterbekentenissen                      |
| 1993/1994 | De Vrouw van de Zanger                           |
| 1995/1996 | Walters Hemel                                    |
| 1995/1996 | Aan het eind van de Aspergetijd                  |
| 1997/1998 | De Beestmens                                     |
| 1997/1998 | Ontkoppelde hitte                                |
| 1997/1998 | Scènes uit een huwelijk                          |
| 1997/1998 | De Egyptische schaatser                          |
| 1998/1999 | De Dresser                                       |
| 1999/2000 | Herfst in Riga                                   |
| 1999/2000 | Black Box                                        |
| 1999/2000 | Bocht en bumpers                                 |
| 2000/2001 | Caïro Café                                       |
| 2000/2001 | Blind Date                                       |
| 2001/2002 | Het Verhoor                                      |
| 2001/2002 | Wie is er bang voor Virginia Woolf               |
| 2002/2003 | Wina zingt                                       |
| 2001/2002 | Vrouwen van eer                                  |
| 2002/2003 | De dood en het meisje                            |
| 2002/2003 | De Potvis                                        |
| 2002/2003 | De Caracal                                       |
| 2003/2004 | Met grote blijdschap                             |
| 2003/2004 | Treinen kunnen keren                             |
| 2004/2005 | De gelukkige mandarijn                           |
| 2004/2005 | Max Havelaar                                     |
| 2004/2005 | De Redenaar                                      |
| 2004/2005 | Een Vriendendienst                               |
| 2005/2006 | Herfstsonate                                     |
| 2005/2006 | Mephisto                                         |
| 2005/2006 | Sneeuwwit (muziektheater)                        |
| 2005/2006 | Uit liefde                                       |
| 2006/2007 | De stille kracht                                 |
| 2006/2007 | Oud Vuil                                         |
| 2006/2007 | Wie is er bang voor Virginia Woolf?              |
| 2007/2008 | Wuivend Graan                                    |
| 2007/2008 | Una giornata particolare – een liefde onder vuur |
| 2007/2008 | Verplichte figuren                               |
| 2007/2008 | Van oude mensen, de dingen die voorbij gaan      |
| 2008/2009 | De Batavia                                       |
| 2008/2009 | Hera, een goddelijke musical                     |
| 2008/2009 | De Grote Liefde                                  |
| 2008/2009 | Hotel Atlantico                                  |
| 2009/2010 | Oog om Oog                                       |
| 2009/2010 | Heren van de thee                                |
| 2009/2010 | Piet Paaltjes, dé muzikale thriller              |
| 2010/2011 | Karakter                                         |
| 2010/2011 | Het leven volgens Emma                           |
| 2010/2011 | Ontrouw                                          |
| 2010/2011 | De Kus                                           |
| 2010/2011 | Tsjechov 3 - De Meeuw                            |
| 2011/2012 | Vincent en Theo                                  |
| 2011/2012 | Het Laatste Nippertje                            |
| 2011/2012 | Het diner                                        |
| 2011/2012 | Emma’s Feest                                     |
| 2011/2012 | Wie is er bang voor Virginia Woolf?              |
| 2011/2012 | Tsjechov 3 - Oom Wanja                           |
| 2012/2013 | Tsjechov 3 - De Kersentuin                       |
| 2012/2013 | Cloaca                                           |
| 2012/2013 | De Kleine Zielen                                 |
| 2012/2013 | Liefde Levenslang                                |
| 2012/2013 | Oude Meesters                                    |
| 2013/2014 | De Passievrucht                                  |
| 2013/2014 | De Donkere Kamer van Damokles                    |
| 2013/2014 | La Paloma                                        |
| 2013/2014 | Afterparty                                       |
| 2014/2015 | Geluk                                            |
| 2014/2015 | De ontdekking van de hemel                       |
| 2014/2015 | Eline Vere                                       |
| 2015/2016 | Vrouwen van later                                |
| 2015/2016 | Hartstocht, een thriller                         |
| 2015/2016 | Bomans, alleen tussen de meeuwen                 |
| 2016/2017 | Bint                                             |
| 2016/2017 | Gouwe ouwe                                       |
| 2016/2017 | Twee Vrouwen                                     |
| 2016/2017 | Who's Afraid of Virginia Woolf                   |
| 2017/2018 | Mooi weer vandaag                                |
| 2017/2018 | Aquarium                                         |